# Josef Skřivánek
Josef Skřivánek (19. listopadu 1868 Čáslav – 28. ledna 1934 Čáslav) byl český stavitel, architekt, a také ochotnický divadelní herec, režisér a scénograf.

## Život a dílo
Josef Skřivánek se narodil v rodině Františka Skřivánka, mistra tesařského a zednického, od roku 1864 provozovatele místní stavební firmy a později i první zdejší kruhové cihelny. František Skřivánek se svými stavbami výrazně zapsal do architektonické podoby města – právě v roce, kdy se narodil jeho syn Josef, zahájil práci na své zřejmě nejvýznamnější místní stavbě, budově Dusíkova divadla – a obyvatelé na jeho počest dokonce nazvali nové předměstí, které roku 1900 vzniklo u Podměstského rybníka směrem k Žakům, jeho jménem: "Skřivánkov". Celkem František Skřivánek postavil v Čáslavi a okolí přes 200 budov a průmyslových objektů; mezi nimi například v letech 1884-85 místní muzeum podle plánu Františka Tetřeva.
Jeho syn a pozdější profesní nástupce Josef nejprve vystudoval průmyslovou školu v Praze a pak zřejmě deset let pracoval v karlínské firmě architekta Františka Nekvasila. Během této desetileté praxe údajně působil i v Bělehradu v Uhrách. V roce 1895 se vrátil do Čáslavi; otec mu po dvou letech postoupil vedení stavební firmy a společně pak realizovali či spolurealizovali některé další místní významné stavby, například synagogu (postavena v letech 1897–1899 dle návrhu Wilhelma Stiassnyho) či chudobinec. Po otcově smrti (12. října 1918) založil Josef Skřivánek společnou firmu s Václavem Svobodou, dalším místním stavitelem.
Během svého působení v Čáslavi vytvořil Josef Skřivánek, ať již sám, s otcem nebo Václavem Svobodou, řadu plánů veřejných budov, např. na přístavbu gymnázia či občanskou záložnu a postavil zde mnoho objektů, mezi nimi třeba okresní nemocnici, sokolovnu či poštu. Kolem roku 1910 začal také v Čáslavi spolu s architekty přizvanými z Prahy vystupovat v roli porotce architektonických soutěží a řadu zakázek následně získal jako prováděcí architekt. Podílel se i na rozsáhlé opravě a částečné rekonstrukci místního kostela svatého Petra a Pavla, která probíhala pod vedením Kamila Hilberta v letech 1908–1911; Skřívánkova firma například provedla zdejší štíty, byla pověřena škrabáním omítky a hledáním fresek a zejména se zasloužila o nové krovy. V roce 1911 získal Josef Skřivánek zakázku na rekonstrukci a modernizaci Dusíkova divadla. Po první světové válce se Skřivánkova stavební společnost podílela ve spolupráci i samostatně na obnově řady městských památek (například obnovovala průčelí městské radnice); firma Skřivánek a Svoboda se věnovala především realizacím soukromých staveb a oblasti levného sociálního bydlení. Po ničivém požáru Dusíkova divadla se letech 1923–1924 Josef Skřivánek ujal také veškerých prací souvisejících se stavbou nové budovy.
Skřivánkova stavební a architektonická činnost se neomezovala jen na Čáslav a její nejbližší okolí. V roce 1924 například realizoval budovu inhalatoria a pavilon Ottovka v lázních Luhačovice, současně zde navrhl pavilon tenisového klubu. V roce 1925 realizoval Divišovo divadlo v Žamberku a byl také spoluautorem projektu rekonstrukce Tylova divadla v Kutné Hoře.
Kromě stavitelské činnosti se Josef Skřivánek aktivně podílel i na čáslavském veřejném životě – byl například členem výboru Včely Čáslavské či výboru místního pěveckého spolku Hlahol. Nejintenzivněji se však věnoval práci v místní Jednotě divadelních ochotníků, kde byl velmi aktivním hercem (hrál ve více než 300 divadelních hrách), od roku 1901 scénografem a od roku 1903 také hlavním režisérem, kterým zůstal až do roku 1932. Za doby jeho působení v Dusíkově divadle byl čáslavský ochotnický spolek považován za jeden z nejlepších na českém venkově. Při ničivém požáru čáslavského divadla na Nový rok roku 1923 nasadil Josef Skřivánek spolu s několika ochotníky a vojíny čáslavské posádky vlastní život, aby z hořící budovy zachránil téměř celou knihovnu s archivem a inventář šaten.
Zemřel dne 28. ledna 1934; o rok později odhalili čáslavští ochotníci ve foyeru Dusíkova divadla jeho bustu.